# Cortado
En cortado er en drik, der består af en del espresso med en del varmet mælk, serveret så espressoens "crema" stadig ligger hel på toppen af drikken.
Ordet cortado stammer fra spansk og portugisisk for "skåret" (cortar). Navnet hentyder til, at man har skåret den helt skarpe smag af espresso væk ved at tilsætte en anelse varmet mælk. Altså en del espresso og en del varm mælk. Drikken er populær i Spanien og Portugal såvel som i Latinamerika. På Cuba kaldes drikken cortadito.
| Mad og drikke | Spire Denne artikel om mad og drikke er en spire som bør udbygges. Du er velkommen til at hjælpe Wikipedia ved at udvide den. |